# مارك كيرين
مارك غريغوريفيتش كيرين (3 أبريل 1907 - 17 أكتوبر 1989) كان عالم رياضيات يهودي سوفيتي الجنسية، أحد الشخصيات الرئيسية في المدرسة السوفيتية للتحليل الدالي. وهو معروف بأعماله في نظرية المشغل (في اتصال وثيق مع المسائل الملموسة القادمة من الفيزياء الرياضية)، مسألة اللحظات، التحليل الرياضي ونظرية التمثيل.
ولد في كييف، وغادر المنزل في سن 17 للذهاب إلى أوديسا. كان لديه مهنة أكاديمية صعبة، ولم يكمل شهادته الأولى، وكان يعاني باستمرار من التمييز ضد السامية. وكان مشرفه نيكولاي تشيبوتاريوف.
حصل على جائزة وولف في الرياضيات عام 1982 (بالاشتراك مع هاسلر وايتني)، لكن لم يُسمح له بحضور الحفل.